# Forever (2015)
Forever é um filme de 2015 dirigido por Tatia Pilieva sobre uma repórter investigativa que decide se hospedar em um misterioso retiro localizado em uma comunidade rural. É a estreia na direção de Tatia Pilieva.

## Elenco
- Deborah Ann Woll - Alice
- Luke Grimes - Charlie
- John Diehl - Neil
- Rhys Coiro - Gordon
- Jill Larson - Rachel
- Seth Gabel - Luke
- Shanola Hampton - Laura
- Jake McLaughlin - Tom
- Ioan Gruffudd - Anthony
- Tom Everett Scott - Fred
- Rain Phoenix - Julie
- Juliette Verroye  - Mary

## Recepção
No Los Angeles Times, Michael Rechtshaffen disse que o filme é "um drama desagradável e dramaticamente inerte". Em sua crítica no The Hollywood Reporter, Frank Scheck disse que "embora não consiga sustentar o mesmo nível de tensão (...) é um suspense psicológico intrigante que chama a atenção."